# Tsultrim Gyatso
Tsultrim Gyatso (tibetano:ཚུལ་ཁྲིམ་རྒྱ་མཚོ་, wylie:tshul khrim rgya mtsho, pinyin tibetano: Cüchim Gyaco) (1816-1837) décimo dalái lama.
En 1822 fue reconocido como la reencarnación del dalái lama anterior (fue el primer dalái lama insaculado por el procedimiento de la urna dorada), y fue entronizado en el palacio de Potala, tomando el nombre de Tsultrim Gyatso.
Estudió filosofía budista en la universidad de Drepung. En 1835 tomó los votos de la orden Gelong. Era amado por el pueblo común, mientras que entre la nobleza tibetana se hacía impopular por el aumento constante de los impuestos. Durante su reinado no se produjeron grandes cambios. Se reconstruyó el palacio de Potala.
Tsultrim Gyatso, que siempre había sido enfermizo, murió el 1 de septiembre de 1837 en Potala (una versión dice que murió sonriendo sentado en la postura tradicional de Buda), tras una enfermedad que había comenzado unas semanas antes. Es posible que su muerte se produjese a causa de envenenamiento progresivo.
Según otra versión, murió de inmediato cuando el techo de su compartimiento se derrumbó. Fue el segundo dalái lama sucesivo que moría joven, antes de haber asumido plenamente su poder.